# Traduzione automatica interattiva
La traduzione automatica interattiva (dall'inglese Interactive Machine Translation) è una sottocategoria della traduzione assistita. Secondo questo modello di traduzione, il software che assiste il traduttore umano cerca di prevedere il testo che l'utente sta per introdurre prendendo in considerazione tutte le informazioni in suo possesso. Qualora queste predizioni siano errate e l'utente fornisca un feedback al sistema, il sistema suggerisce una nuova predizione tenendo conto delle nuove informazioni inserite dall'utente. 
La traduzione automatica interattiva è particolarmente utile per i testi riguardanti ambiti che richiedono accuratezza e precisione, e che necessitano dunque della supervisione di un traduttore umano sulle traduzioni elaborate dal sistema. In questi ambiti, la traduzione automatica interattiva si è dimostrata d'aiuto ai potenziali utenti. Tuttavia, non esiste ancora un software commerciale che implementi la traduzione automatica interattiva e le ricerche in questo campo sono limitate all'ambito accademico.

## Storia
Inizialmente, la traduzione automatica interattiva nasce come evoluzione del modello della traduzione assistita, in cui il traduttore umano e il sistema informatico di traduzione lavorano insieme.
L'idea rientra nel progetto di ricerca TransType, finanziato dal governo canadese. Questa iniziativa ha lo scopo di produrre una traduzione unendo l'interazione del traduttore umano con le tecniche di traduzione automatica. In questo modo si trae vantaggio sia dall'efficienza del sistema automatico sia dall'affidabilità del traduttore umano. 
Più avanti, un progetto più ampio, TransType2, finanziato dalla Commissione Europea, ha portato avanti questo tentativo analizzando l'inserimento di un sistema completo di traduzione automatica all'interno del processo, con l'obiettivo di produrre un'ipotesi di traduzione più esauriente, che l'utente può correggere o accettare. Se l'utente decide di correggere l'ipotesi, il sistema tenta di sfruttare al meglio questo feedback per produrre una nuova ipotesi di traduzione, che prende in considerazione le modifiche introdotte dall'utente.

## Processo
Il processo utilizzato dai programmi di traduzione automatica interattiva inizia quando il sistema suggerisce all'utente un'ipotesi di traduzione del testo inserito. L'utente può accettarla se la considera corretta, o modificarla se ritiene che ci siano degli errori. Tipicamente, quando si modifica una parola proposta dal sistema si presume che la parte del testo che la precede sia corretta, seguendo uno schema che lavora da sinistra a destra. Una volta che l'utente ha cambiato la parola considerata errata, il sistema suggerisce un'altra ipotesi di traduzione della parte che segue. Tale processo prosegue fino a che la traduzione fornita soddisfa l'utente. 
Questo processo può essere applicato alla parola come al singolo carattere: quando il traduttore umano digita una lettera, il sistema fornisce gli elementi che potrebbero seguirla. Recentemente, nell'ambito del progetto MIPRCC, finanziato dal governo spagnolo, si sta tentando di modificare il classico sistema da sinistra a destra per rendere più facile l'interazione uomo-macchina. Lo strumento traduttivo Caitra utilizza un approccio simile.

## Valutazione
La valutazione delle tecniche di traduzione automatica interattiva è una questione complicata. Teoricamente, la valutazione si dovrebbe compiere attraverso esperimenti che coinvolgono utenti umani, ma per via dei costi elevati questo avviene raramente. Inoltre, anche quando si riesce a effettuare questi esperimenti per una valutazione oggettiva delle tecniche di traduzione, non è chiaro cosa dovrebbe essere misurato date le infinite variabili da tenere in considerazione, spesso difficili da predire; un esempio è il tempo impiegato dall'utente per abituarsi al funzionamento del sistema. Tipicamente le tecniche di traduzione automatica assistita vengono misurate in laboratorio usando la keystroke ratio o la wordstroke ratio: indici che misurano rispettivamente il numero di caratteri e il numero di parole che l'utente ha dovuto digitare prima di ottenere la traduzione finale del documento.

## Differenze rispetto alla traduzione assistita classica
La traduzione automatica interattiva è una sottocategoria della traduzione assistita, con il vantaggio dell'interattività. Il sistema utilizzato dalla traduzione assistita classica può al massimo suggerire un'ipotesi di traduzione, che poi l'utente deve rivedere. Invece, nella traduzione automatica interattiva il sistema produce una nuova ipotesi di traduzione ogni volta che l'utente interagisce con esso, cioè ogni volta che viene digitata una nuova parola o una nuova lettera.